# Rutilotrixa nigrithorax
Rutilotrixa nigrithorax là một loài ruồi trong họ Tachinidae.